# Paco Rodríguez
Paco Rodríguez (Granada, ¿?) es un batería español que formó parte del grupo Los Planetas desde sus inicios hasta la edición de su ep Nuevas sensaciones, con un breve intermedio en el que ejercía como batería Carlos Salmerón.
Tras su marcha de Los Planetas (fue sustituido por Raúl Santos), Paco formó el grupo Stereoflex  con el que llegó a grabar varias canciones y a formar una banda estable con la que hizo varias actuaciones en directo.
En  una entrevista concedida en mayo de 2019 por Juan Rodríguez, cantante y guitarrista de Los Planetas, este indica que Paco ya no se dedica profesionalmente a la música